# Araeosoma splendens
Araeosoma splendens is een zee-egel uit de familie Echinothuriidae.
De zee-egel komt uit het geslacht Araeosoma en leeft op de bodem van de zee. De wetenschappelijke naam van de soort werd in 1934 gepubliceerd door Theodor Mortensen.